# Rachel Mary Parsons
Rachel Mary Parsons (Bayswater, 25 de enero de 1885 – Newmarket, 2 de julio de 1956) fue una ingeniera británica y defensora de los derechos laborales de las mujeres, fue la presidenta fundadora de la Women's Engineering Society en Gran Bretaña el 23 de junio de 1919.

## Biografía
Rachel Mary Parsons nació en 1885, de Sir Charles Algernon Parsons y  Katharine Parsons (muerta en 1933), que era hija de William Froggatt Bethell de Rise Park, East Riding de Yorkshire. Su hermano, Algernon George (Tommy) (n. 1886), fue asesinado el 28 de abril de 1918 mientras era comandante en la artillería de campo real. Su interés y aptitud por la ingeniería y la ciencia fueron fomentados desde una edad temprana por la tradición de la ingeniería en su familia, incluida su abuela Mary Rosse y su abuelo William Parsons, tercer conde de Rosse. Su padre inventó la turbina de vapor y desarrolló exitosos negocios internacionales de ingeniería. La familia vivió en Tyneside (Elvaston Hall, Ryton y Holeyn Hall, Wylam) y más tarde en Northumberland (Ray Demesne, Kirkwhelpington).
Se educó en Newcastle High, Wycombe Abbey, Clarence House (mayo de 1899 a abril de 1900) y finalmente en Roedean de 1900 a 1903. En 1910 ingresó en Newnham College en la Universidad de Cambridge y fue una de las tres primeras mujeres en estudiar Ciencias Mecánicas allí aunque, como todas las mujeres hasta 1948, no pudo conseguir un título ni convertirse en miembro de pleno derecho de la Universidad. Sin embargo, pudo agregar conocimientos teóricos a las habilidades prácticas que ya había obtenido en la fábrica de su padre. Se fue en 1912 después de haber tomado el examen preliminar para la Parte I de los exámenes de graduación y un examen de calificación en Ciencias Mecánicas en 1911.
Cuando estalló la Primera Guerra Mundial, reemplazó a su hermano como director en Heaton Works de CA Parsons and Company en Newcastle upon Tyne. En particular, supervisó el reclutamiento y la capacitación de mujeres para reemplazar a los hombres que se habían ido para unirse a las fuerzas armadas. Se convirtió en miembro destacado del Consejo Nacional de Mujeres e hizo campaña por la igualdad de acceso para todos a las escuelas técnicas y universidades, independientemente del género.

## Después de la Primera Guerra Mundial
Después de la muerte de su hermano, Rachel Parsons no retomó su papel como directora de Heaton Works, posiblemente debido a una ruptura con su padre. Como prueba de sus continuas aspiraciones en ingeniería, se convirtió en miembro de la Royal Institution del Reino Unido en 1918, y continuó siendo miembro hasta su muerte.
Ella y su madre, Katharine, Lady Parsons, estuvieron entre las fundadoras de la Women's Engineering Society junto a Eleanor, Lady Shelley-Rolls ; Margaret, Lady Moir ; Laura Annie Willson ; Margaret Rowbotham y Janetta Mary Ornsby. La organización promovió la retención de mujeres ingenieras después de la Primera Guerra Mundial al oponerse a la Ley de Restauración de Prácticas de Antes de la Guerra de 1919, así como al apoyar la ingeniería como una carrera para mujeres. Rachel Parsons se convirtió en la primera presidenta de la Women's Engineering Society (1919-1921).
El 9 de abril de 1919, con Blanche Thornycroft y Eily Keary, fue una de las tres primeras mujeres admitidas en la Real Institución de Arquitectos Navales y desde 1921 se convirtió en miembro vitalicio del Real Instituto de Asuntos Internacionales (Chatham House). Ella también tenía un Certificado de Maestro Marinero.
En 1920, Rachel Parsons formaba parte de un grupo de ocho mujeres que fundaron la empresa de ingeniería Atalanta Ltd, con su madre Katharine Parsons como presidenta y una de las principales accionistas. Todos los empleados eran mujeres y la directora era Annette Ashberry. La empresa producía placas de superficie y modelos de máquinas. Inicialmente se basó en Loughborough, donde se pretendía que los empleados pudieran recibir más educación en la Facultad de Tecnología de la Universidad de Loughborough. Atalanta se mudó a Londres, con instalaciones inicialmente en Fulham Road en 1922 y luego en Brixton Road en 1925. La empresa se disolvió en 1928.
En 1922, Rachel Parsons compró 5 Portman Square, una gran casa en Londres, y comenzó a albergar eventos sociales a los que asistía la élite de la sociedad londinense. Ese año se convirtió en una de las pocas mujeres miembros del Consejo del Condado de Londres, representando a Finsbury para el Partido de Reforma Municipal, y se sentó en el Comité de Electricidad y Carreteras. Se presentó al Parlamento en las elecciones de 1923 como candidata conservadora en la constitución de Ince, Lancashire, pero no fue elegida. Se mudó a la propiedad más grande de 5 Grosvenor Square en 1926 y continuó como anfitriona de la sociedad. Se presentó a la selección como candidata conservadora de Newcastle en 1940, pero no tuvo éxito.
En 1940 se mudó al campo en Sunningdale, Berkshire, comprando Little Court, una casa de estilo georgiano con veinticinco acres de tierra. Sin embargo, también mantuvo una residencia en Londres, viviendo sucesivamente en dos casas en Belgrave Square. Su interés en las carreras de caballos la llevó a comprar la finca Branches Park de 2600 acres en Cowlinge cerca de Newmarket, Suffolk, en la década de 1940, donde construyó una gran ganadería, así como en 1954 comprar el establo de carreras Lansdowne House en Falmouth Avenue. Nuevo mercado. Tuvo varios éxitos notables en sus establos, incluyendo victorias en 1953 con Cavalleria, Golden God y Fraise Melba (entrenada por Geoffrey Brooke), seguidas por el éxito con Le Dieu D'Or, Golden God y Fraise Melba con el entrenador Sam Armstrong.

## Muerte
Rachel Parsons fue encontrada muerta el 2 de julio de 1956. Stableman Dennis James Pratt, un ex empleado, fue acusado de su asesinato. Defendido por Michael Havers, un futuro fiscal general, Pratt fue condenado por homicidio por provocación.
Su primo, Canon RE Parsons, ofició en su funeral que se celebró el 6 de julio en la iglesia de St Mary, Newmarket, y al que asistió, entre otros, su primo Michael Parsons, sexto conde de Rosse . Está enterrada en el cementerio de Newmarket.

## Reconocimientos
En 2017, una de las seis tuneladoras para el proyecto 'Super Sewer' del túnel Thames Tideway de Londres recibió el nombre de Rachel Parsons y comenzó a construir túneles desde Fulham en 2018. Los nombres fueron elegidos de una lista corta mediante votación pública.